# 新疆能源职业技术学院
新疆能源职业技术学院是位于中国新疆维吾尔自治区乌鲁木齐市的一所民办普通大专院校。它建立于2005年7月。

## 教学
学校以高等职业教育、中等职业教育、成人教育为主。专业：煤炭开采技术、矿井通风与安全、矿山机电、固体矿床露天开采技术、工程测量技术、机电一体化技术、计算机应用技术、酒店管理、煤炭深加工与综合利用技术、电厂设备运行与维护等10个高职专业。